# Con gli occhi chiusi (romanzo)
Con gli occhi chiusi è un romanzo dello scrittore italiano Federigo Tozzi, pubblicato nel 1919.
Dal romanzo è stato tratto il film omonimo del 1994, diretto dalla regista Francesca Archibugi.

## Riassunto
Domenico Rosi gestisce la trattoria Il pesce azzurro insieme alla moglie, Anna, affetta da disturbi nervosi, e il piccolo podere di Poggio a' Meli nella campagna senese. Il figlio Pietro è un adolescente con problemi relazionali, costretto a subire la violenza – fisica e psicologica – del padre. Nella tenuta abitano anche gli assalariati, fra cui Rebecca, abbandonata dal suo seduttore che le ha dato un figlio, i genitori di lei, Giacco e Masa, due poveri vecchi che conducono una vita modesta e desolata, e la nipote Ghìsola.
Nei confronti di quest'ultima Pietro prova un affetto confuso e torbido, che Ghìsola, pur conservando un atteggiamento evasivo, dimostra di corrispondere. Ma i colloqui dei due ragazzi consistono «in parole senza senso, convenzionali, che capivano loro due soltanto». Pietro è incapace di manifestarle a parole ciò che sente, e in più di un'occasione non resiste all'istinto di aggredirla.
Un giorno Pietro viene a sapere che Ghìsola è tornata a Radda dalla sua famiglia. L'allontanamento è stato disposto da Domenico, che ha subodorato una relazione sconveniente tra i due. Dopo la morte della madre Anna, in seguito a un accesso convulsivo, Pietro si chiude sempre più in sé stesso e nei propri studi. «Bestemmiava, perché non voleva avere i pregiudizi dei preti. E Domenico ne dava tutta la colpa a quei maledetti libri della scuola.»
Trascorsi tre anni, Pietro riesce a conseguire la licenza tecnica. Il sentimento per Ghìsola non si è ancora spento, e Pietro chiede a Masa di mostrargli la fotografia che la ragazza ha mandato qualche tempo prima a Poggio a' Meli. Rivedendo Ghìsola, Pietro comprende di amarla ancora. Il rapporto di Pietro col padre è freddo e conflittuale: Domenico non approva le scelte del figlio e non si capacita di come egli abbia potuto abbracciare la causa socialista.
Nel frattempo, ricongiuntasi alla famiglia e alle sorelle senza riuscire a intessere una relazione di autentico affetto, Ghìsola è stata sedotta da un amico di famiglia, Borio di Sandro, e dal suo fattore. A diciassette anni si è trasferita alla Castellina, a poca distanza da Radda. In paese si sono diffuse dicerie poco lusinghiere sui suoi costumi. In breve tempo Ghìsola ha ottenuto l'appoggio di un commerciante, il signor Alberto, di cui è divenuta amante, e si è stabilita «in una sua casetta nei dintorni di Badia a Ripoli».
Pietro va a trovarla e lascia trapelare le proprie intenzioni. Alla domanda se abbia mai avuto altri uomini, Ghìsola risponde di no, simulando un'ingenuità che in realtà ha perduto per sempre. Concerta poi con il signor Alberto di sposare Pietro, per trarre profitto dal matrimonio, e di concedersi a lui in modo tale che il giovane consideri suo il figlio che potrebbe nascere da una relazione di Ghìsola con l'amante.
Pietro e Ghìsola continuano a frequentarsi: all'amore incondizionato di Pietro, che non vuole unirsi a lei prima di averla fatta sua moglie, fa riscontro la doppiezza di Ghìsola, che è legata a lui da un affetto discontinuo e poco convinto. Su insistenza di Pietro, la ragazza fa ritorno a Poggio a' Meli: si comincia a vociferare di un imminente matrimonio tra il figlio del trattore e la figlia degli assalariati. Pietro non sa spiegarsi «certi odii di Ghìsola» contro i parenti, da lei giustificati come una reazione all'ostilità di Domenico e al clima inospitale di Poggio a' Meli. Dopo diversi giorni Ghìsola si trasferisce di nuovo a Radda in Chianti, presso la famiglia: lì Pietro andrà a trovarla alla fine dell'estate.
L'atteggiamento di Ghìsola non è mutato: «ella sentiva che doveva ingannarlo, perché egli non la umiliasse. Più grande e folle era quell'amore e più ella si trovava nella necessità di difendersi. […] Le lettere di Pietro le facevano l'effetto ch'egli le pensasse per qualche fidanzata ingenua e buona. E lo compativa, sorridendo.»
I due si rivedono a Firenze, dove Pietro torna col pretesto degli esami di riparazione, mentre Ghìsola – a sua insaputa – ha trovato un impiego in una casa di malaffare. È il loro ultimo incontro, prima che Pietro torni a Siena. Mentre si trova a Poggio a' Meli, Pietro riceve una lettera anonima che lo disillude e lo mette in guardia: «Ghìsola lo tradisce. Se vuole averne la prova, vada in via della Pergola...»
Ottenuti da Rebecca i soldi per il viaggio, profondamente turbato ma non ancora privo di speranze, Pietro si reca a Firenze e ritrova Ghìsola all'ultimo piano del bordello. La ragazza accampa delle confuse giustificazioni e cerca di nascondere il proprio ventre gravido; ma è un tentativo disperato: riavutosi dalla «vertigine violenta che l'aveva abbattuto ai piedi di Ghìsola», Pietro sente all'improvviso di non amarla più.

## Analisi del romanzo
Con gli occhi chiusi, scritto a Castagneto (podere di famiglia a Poggio al Vento, Siena) nel 1913, è un romanzo di matrice autobiografica; nella figura del protagonista, Pietro, si proiettano le inquietudini e i turbamenti dello stesso scrittore; il padre di Pietro, Domenico, è una trasfigurazione letteraria del padre di Tozzi, uomo avido e dispotico con cui l'autore intrattenne sempre rapporti tesi; il carattere di Anna, affetta da turbe psichiche, sottomessa al marito e morta in giovane età, è esemplato su quello della madre di Tozzi, Annunziata Automi; in Ghìsola si possono ravvisare i tratti di Isola, giovane donna amata dallo scrittore e ricordata in un biglietto del 28 marzo 1900 e in una lunga lettera del 30 marzo 1903.
Dal carteggio con Treves si apprende che ancora nel 1918 era Ghisola il titolo del romanzo. Il titolo scelto per l'edizione definitiva allude alla radicale negatività che definisce il rapporto dei personaggi col mondo. Tutto il romanzo è animato da una forte carica pessimistica e da un sentimento di sfiducia intorno alla possibilità di instaurare una comunicazione con gli altri: le vicende del protagonista tradiscono la sua inettitudine a realizzare i propri obiettivi e a vivere in modo autentico e consapevole il rapporto d'amore. Al centro del romanzo è un'umanità umile e tormentata, la cui vita è regolata dalla legge ferrea della violenza e dell'inganno.
La vicenda autobiografica, come rileva Giacomo Debenedetti, « [...] è emblematica di un disagio esistenziale che è al centro della grande narrativa e in genere della cultura novecentesca. In un mondo ove la società industriale fa sempre più affievolire i valori spirituali, il disinteresse, l'amore, la lealtà alla natura, la fedeltà all'ideale, l'uomo, nel ritratto di Tozzi, si sente estraneo, assediato dall'incomprensione, escluso da un vero dialogo umano; la sua sete di affetto si trasforma in disperata solitudine; egli è costretto, per attutire le ferite della realtà ostile, a vivere "con gli occhi chiusi".»
Nel febbraio del 1915 Tozzi inviò il dattiloscritto a Mario Puccini, editore della "Edizioni Puccini" di Ancona, ricevendo un rifiuto.
Nel 1918 Tozzi consegnò il romanzo all'editore Treves, che nel 1917 aveva pubblicato la raccolta tozziana di frammenti Bestie. La pubblicazione del romanzo venne però sospesa, a causa di un disguido tra l'editore e l'autore, e il romanzo vide la luce solo nel 1919.
Il Debenedetti, che nel suo saggio interpreta il romanzo in chiave psicoanalitica, attribuisce un'importanza centrale alla scena della castrazione degli animali del podere, voluta dal padre, vissuta da Pietro come un attentato alla propria virilità.
La condizione del protagonista, costretto a vivere con gli occhi chiusi, inibito nei suoi rapporti con la realtà, apparenta il personaggio a Edipo, che si acceca per espiare la propria colpa.
La critica di Luigi Baldacci e l'indagine di Marco Marchi hanno evidenziato come i risvolti psicanalitici del romanzo siano connessi a una puntuale conoscenza - da parte dello scrittore - della psicologia sperimentale del XIX secolo che prelude alle scoperte di Freud, maturata grazie alle letture dei Principi di psicologia di William James e degli studi dei neurologi francesi del secondo Ottocento (Jean-Martin Charcot in primis).

## Caratteri del romanzo
La struttura di Con gli occhi chiusi scardina l'impianto tradizionale del romanzo naturalistico: articolata in paragrafi di varia lunghezza, l'opera è contrassegnata da digressioni, scarti temporali e parentesi introspettive che la avvicinano piuttosto al romanzo psicologico novecentesco. Non mancano momenti di acceso lirismo, ma l'abbandono del narratore non è mai totale, e dietro le movenze più commosse è adombrata una concezione coerentemente tragica della vita e dei rapporti umani. 
Così, la descrizione della primavera può offrire il pretesto per delineare il rapporto di «improprietà» che lega il protagonista al reale: 
A un gusto più prettamente realistico sono improntati i passi del romanzo dedicati alla descrizione delle località toscane in cui si svolgono le vicende dei protagonisti (fra i più ampi merita di essere segnalato quello dedicato a Siena). Nel romanzo è tratteggiata, in maniera indiretta, un'immagine fedele della società provinciale di fine Ottocento, dominata dalla piccola borghesia padronale e percorsa da istanze di pensiero socialista.

## I giudizi della critica
Tozzi ha conosciuto una fortuna critica incerta e controversa. 
Agli studi di Giuseppe Antonio Borgese, che credette di poter ascrivere i romanzi tozziani al filone della narrativa verista, ha fatto seguito un periodo di silenzio che si è concluso solo negli ultimi decenni del Novecento. L'opera si è imposta nuovamente all'attenzione della critica a partire da uno studio di Giacomo Debenedetti, pubblicato nel 1963, cui hanno fatto seguito quelli di Alberto Moravia, Carlo Cassola, Luigi Baldacci. Per la struttura narrativa, l'interesse introspettivo costante e i risvolti psicoanalitici, Con gli occhi chiusi è considerato come il romanzo più rappresentativo dell'autore (se Il podere si colloca a metà strada fra Con gli occhi chiusi e Tre croci, quest'ultimo segna un'adesione più rigorosa ai princìpi della poetica verista; il percorso seguìto da Tozzi rivelerebbe - secondo Baldacci - la volontà dell'autore di conformare progressivamente le proprie opere al giudizio critico di Borgese, che considerava lo scrittore come un erede del grande naturalismo italiano).

### Giacomo Debenedetti
(Giacomo Debenedetti, Il romanzo del Novecento)

## Edizioni
- Federigo Tozzi, Con gli occhi chiusi, collana Capolavori della narrativa, De Agostini, 1982,  p. 159.